# ダグラス DC-3
DC-3
アメリカン航空塗装のDC-3
- 用途：旅客機・輸送機
- 製造者：ダグラス・エアクラフト
- 運用者：アメリカン航空
パンアメリカン航空
トランス・ワールド航空
アラスカ航空
ブラニフ航空など
- 初飛行：1935年12月17日
- 生産数：607[1]（当初からDC-3として製造された機体のみ）
- 運用開始：1936年
- 運用状況：現役
- ユニットコスト：US$79,500(2023年時点の$1,766,752と同等)[2][3]

DC-3（ディーシースリー、Douglas Commercial 3　DC-3）は、アメリカ合衆国の航空機メーカーであるダグラス・エアクラフト社（現ボーイング社）が開発した双発のプロペラ旅客機・輸送機である。1936年運用開始。
アメリカ軍用輸送機としての制式名称「C-47 スカイトレイン」（C-47 Skytrain）、イギリスなどにおける軍用輸送機としての名称「ダコタ」（Dakota）でも知られる。

## 概要
その開発当時において、飛行性能は元より、商業輸送機に求められる輸送力、経済性とも高い水準を満たした機体であり、1930年代 - 1940年代に世界の航空輸送変革の原動力となった傑作機である。
その影響故に、第二次世界大戦後のジェット旅客機ボーイング707および747と並ぶ、民間航空史上もっとも重要な機体の一つとされている。
1945年までに1万機以上が製造されたが、これは双発輸送機としては屈指の量産記録である。もっともその多くは当初連合国軍用輸送機C-47として製造され、第二次世界大戦後に民間輸送機仕様に改造されてDC-3となったものである。合衆国以外にも、日本とソビエト連邦でライセンス生産が行われた。
21世紀の今でもエンジンや航法機器を更新しながら飛行を続けており、2017年現在、世界中に残存する飛行が可能な機体は、約150機程度と推測されている。

## 沿革

### 開発の過程

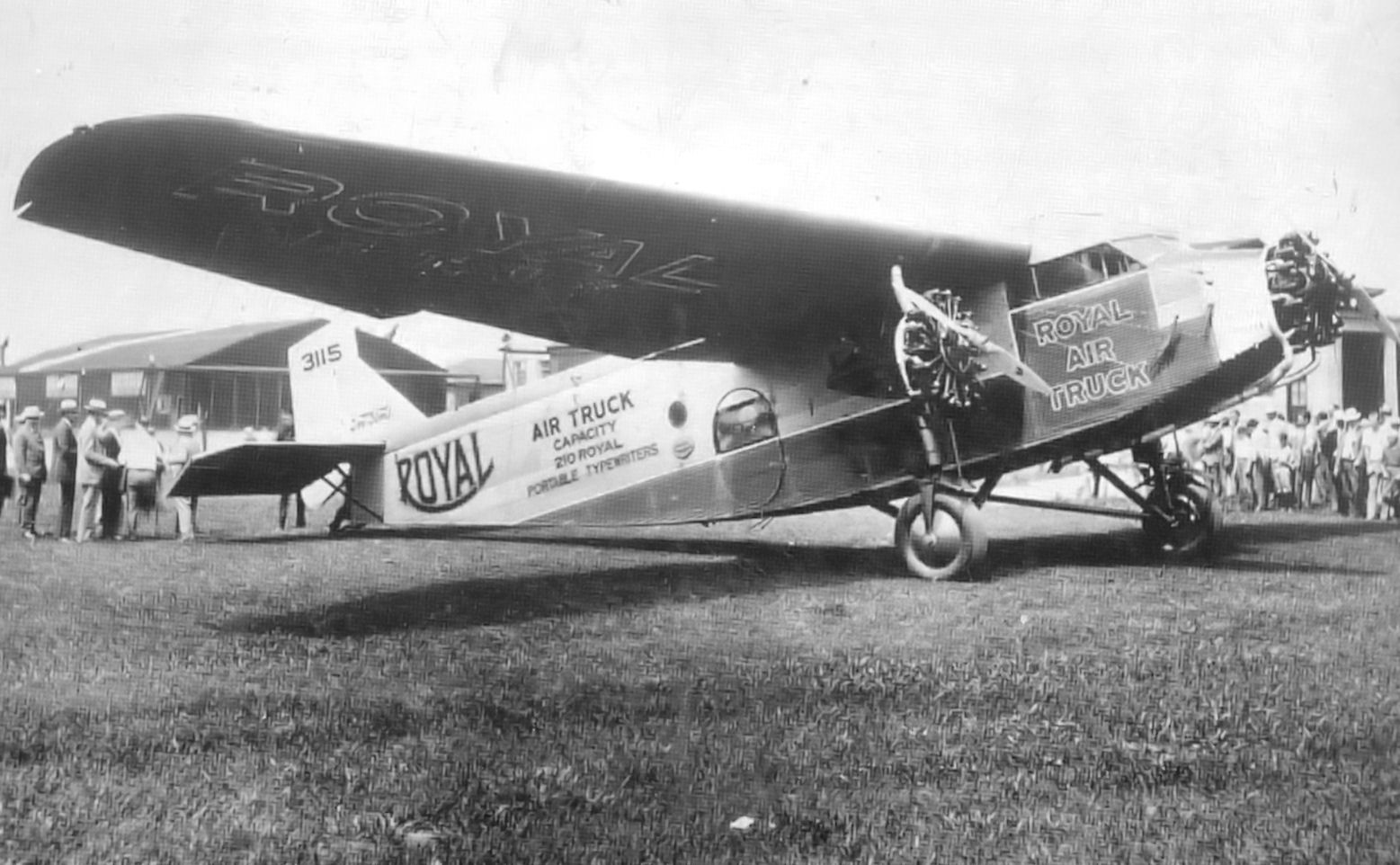
フォード トライモータ

1920年代以降、広大なアメリカ国内での新しい高速輸送手段として航空機は急速に台頭し、フォッカー F.VIIのような3発のエンジンを持ち10人程度の定員を持つ旅客機や、全金属製の3発機であるフォード トライモータが登場した。
しかしながら、これらの機種は巡航速度が遅く航続距離も短かかったため、アメリカ大陸横断の為には複数回の給油が必要なだけでなく、ペイロードも少なく経済性が低かった。この様な状況を受けて、トランス・ワールド航空やユナイテッド航空、パンアメリカン航空などの大手航空会社は、全金属製でより多くの積載量を持ち、かつ自動操縦装置や引き込み脚などの最新技術を採用した旅客機の開発を、ダグラスやボーイング、カーチスなどのメーカーに対して打診した。　

#### DC-1とDC-2

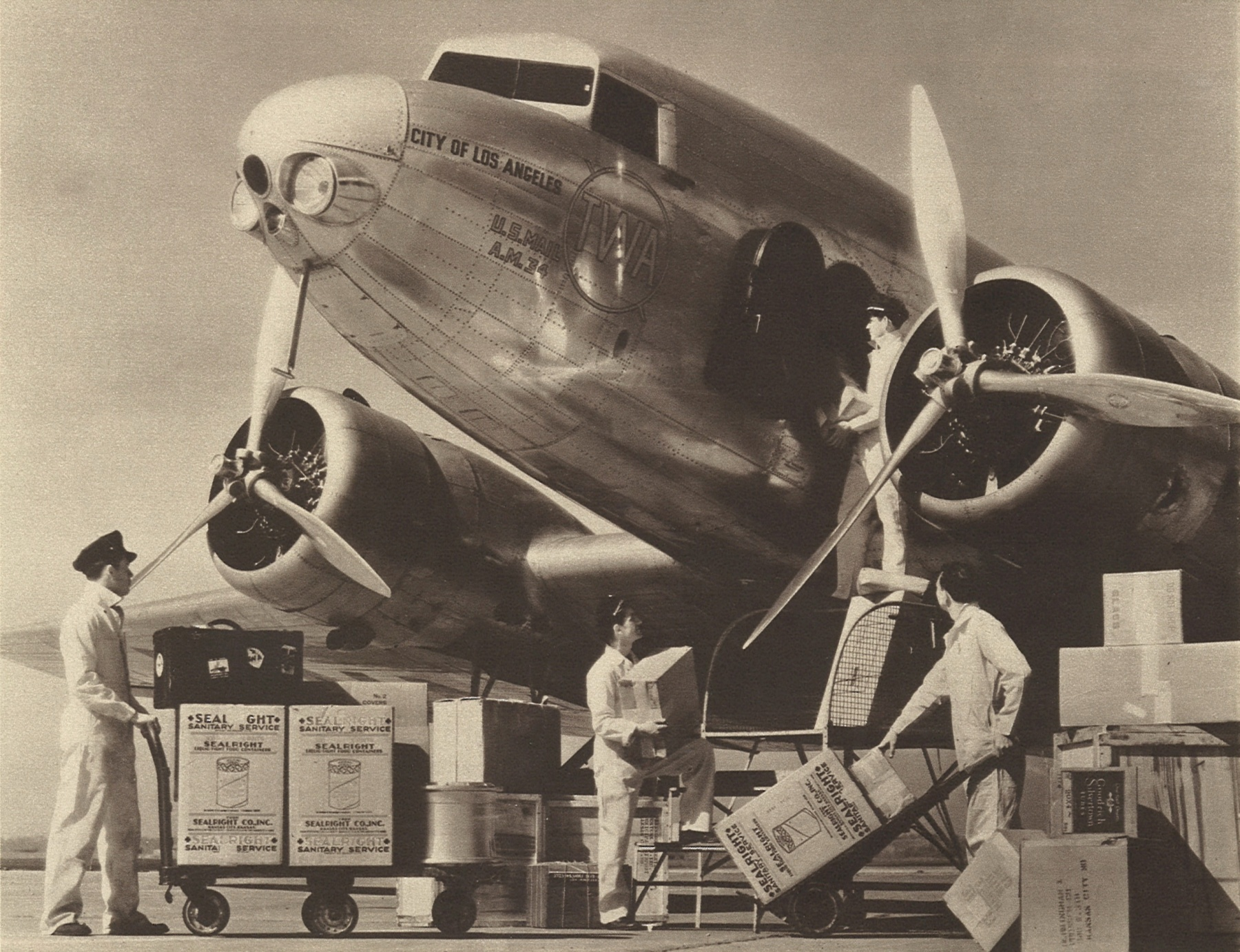
トランスワールド航空のDC-1

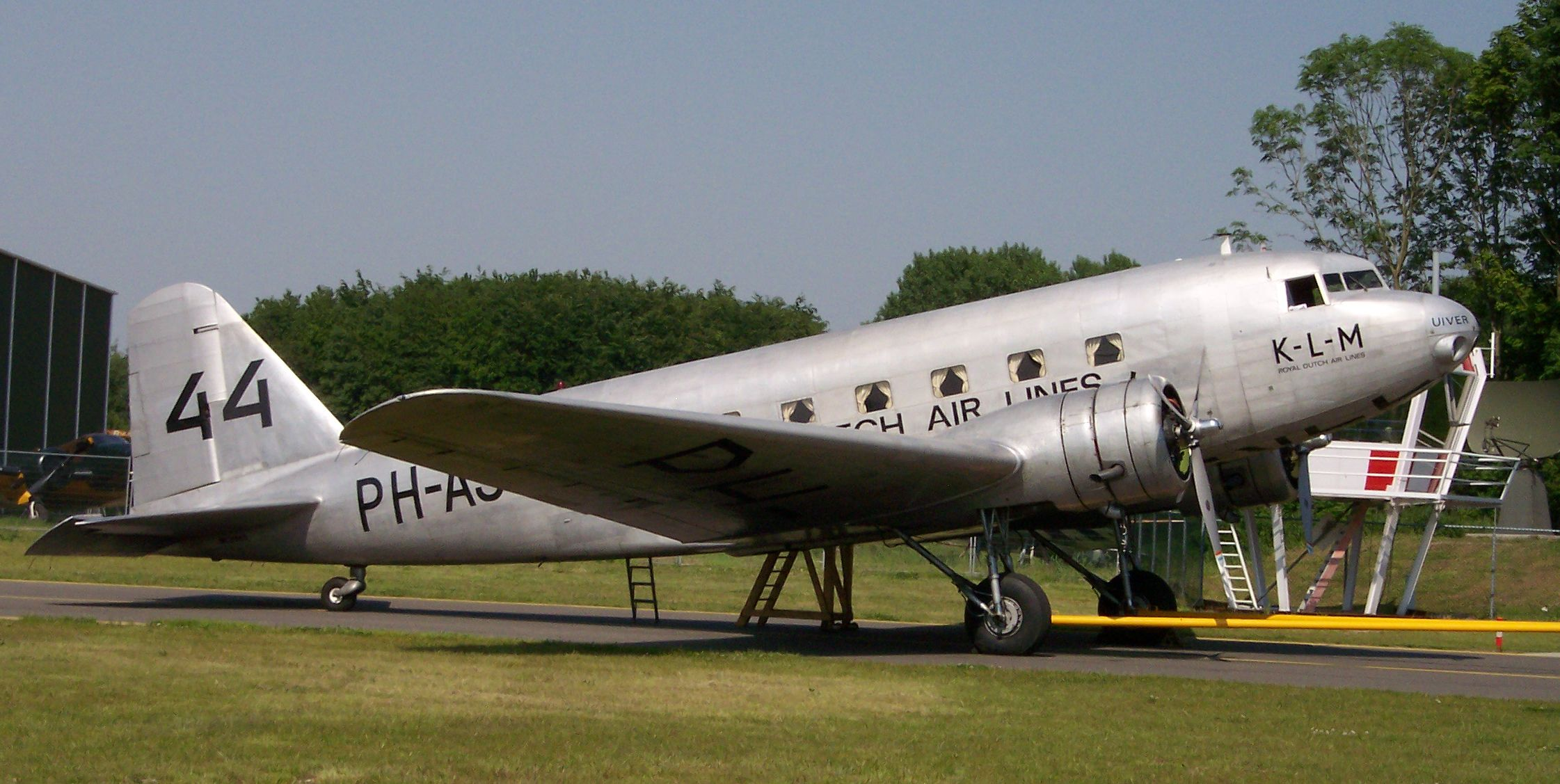
KLMオランダ航空のDC-2

トランスワールド航空のオファーを受けて、ドナルド・ダグラス率いるダグラス・エアクラフトが1933年に開発した試作機旅客機の「DC-1」と、次いで1934年に開発した量産型「DC-2」は、ともに低翼単葉の双発機であった。
これらは、全金属製モノコック構造を持ち、引き込み脚、可変ピッチプロペラ、高揚力確保のためのフラップを採用するなど近代的旅客機に不可欠とされる構造・装備をほとんど具備しており、進歩的な機体であった。DC-2の持つ、1930年代前期の双発旅客機としては多人数といえる14名の定員と、機内空間を有効活用できる合理的な胴体設計も大きな長所で、当時の航空会社から歓迎された。
アメリカン航空は1933年に、北米大陸横断航空路に初の寝台旅客機「カーチス・コンドルII」を就航させた。しかしこの機体は鋼管羽布張り構造の複葉機であるなど古典的な設計の機体であり、登場して間もない1930年代半ばには既に旧式化しつつあった。また、ボーイングが開発したボーイング247はその性能や技術は申し分のないものであったが、引渡しを系列企業であるユナイテッド航空に優先配分していた。このためアメリカン航空社長のサイラス・ローレット・スミスは、DC-2をベースにした寝台旅客機をダグラス社にオーダーすることにした。
その開発は1935年中頃から開始された。鉄道の寝台車同様のプルマン・スタイルの開放式寝台を配置するためには、DC-2は機体幅がやや不足することが指摘された。そこで機体幅が若干拡大された。
僅か半年余りで急ピッチの開発・製作が進められ、1935年12月17日に初飛行した。DC-2の拡大設計から始まったが、実際には機体の大部分を新設計せねばならなかった実情からすれば、これはかなりの早業である。この寝台機は、Douglas Sleeper Transport、略してDSTの名称で呼ばれた。DSTは14名分の寝台とキッチンを備え、途中一度の燃料補給のみで北米大陸を横断できる長距離快速機で、1936年6月25日に路線就航し、アメリカン航空の看板旅客機となった。

#### DC-3

アメリカン航空のDC-3

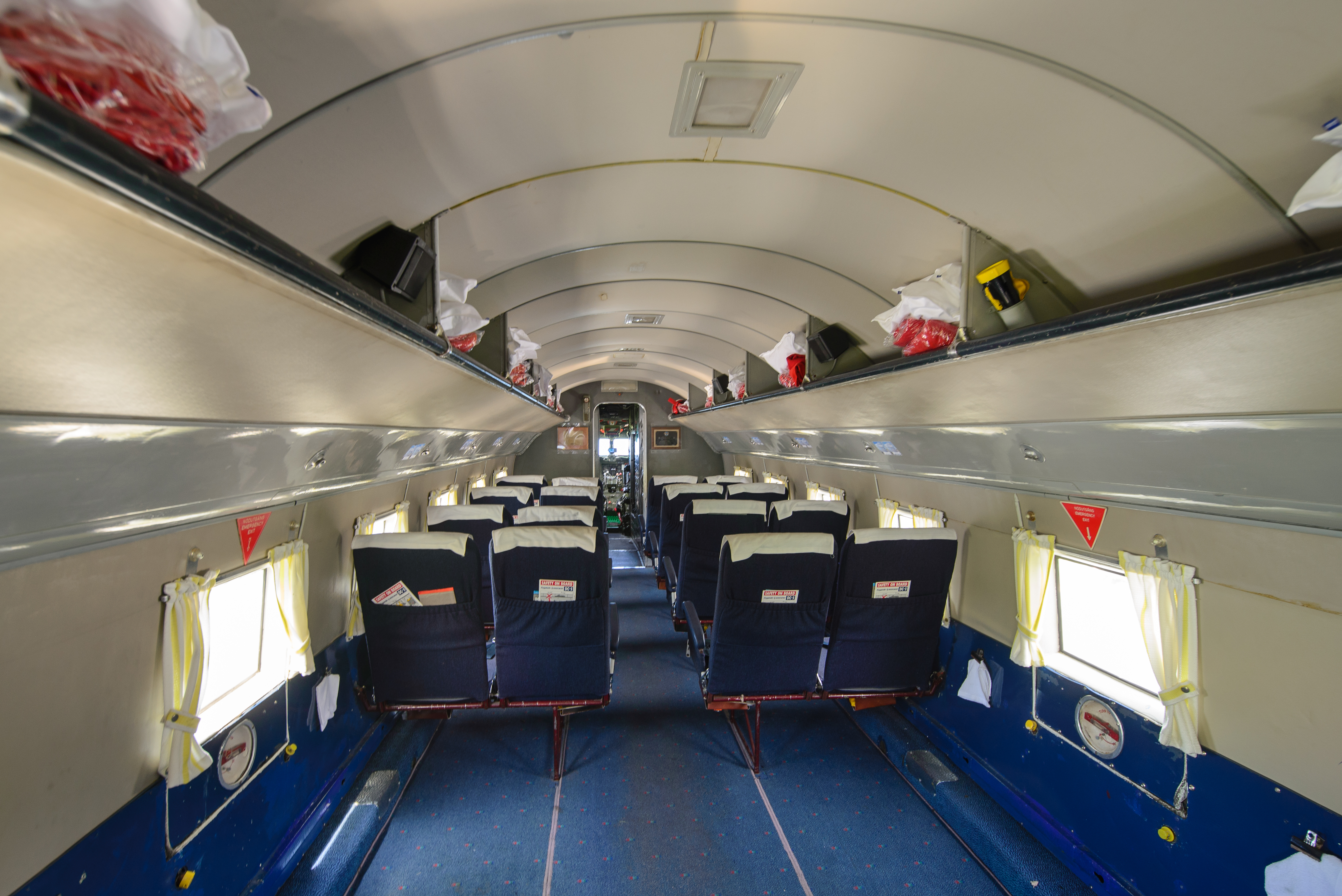
DC-3の機内客室。2.4 m級の幅員は、4アブレストにも応じうるものであった

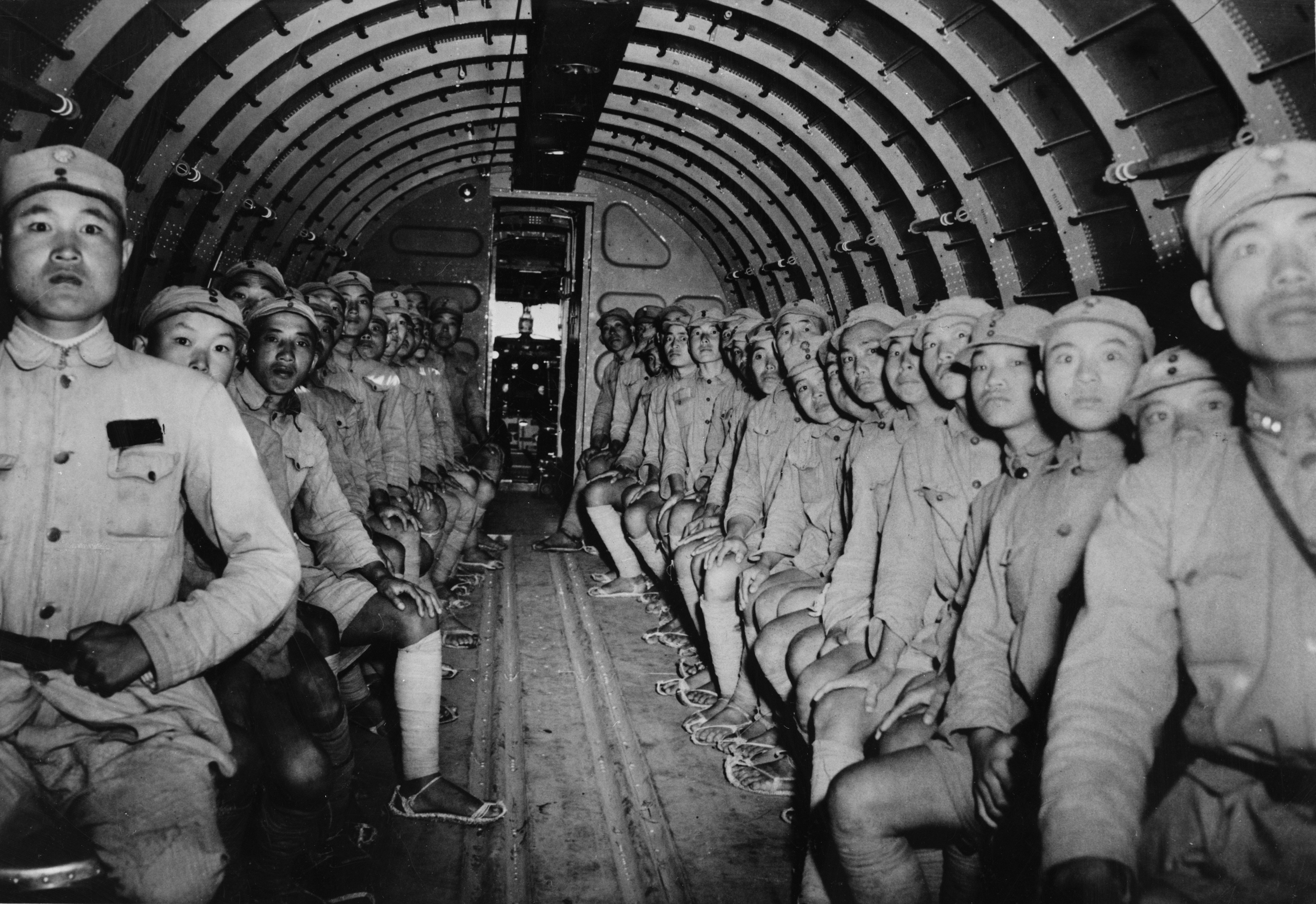
国民革命軍の兵員を乗せた米陸軍所属機の客室

DSTはDC-2に比して機体幅が拡大されていたが、この大型化は良い方向に働いた。DC-2では客室中央通路の両側に座席を1列ずつ配置する2アブレストであったが、DSTの幅員であれば片側にもう1列増やした3アブレストとすることができたのである。従って寝台の代わりに通常座席を配置すれば、定員はDC-2の1.5倍、21人を確保できる。後には2+2の4アブレストとして前後のピッチも詰め、最大32人定員としたケースもある。
DST開発中から座席型輸送機の製作も計画されており、DST完成後すぐに派生型として、この広いキャビンを活用した通常座席型バージョンが開発された。これがDC-3である。DSTを試作済みであるので座席型の試作機は製作せず、当初から生産型としてロールアウトした。1936年9月にアメリカン航空の手で定期路線に初就航したDC-3は、短期間のうちに優れた運航実績をあげた。
DC-3の画期的な特徴は、DC-2に比して定員を5割増としながら、その運航経費は僅か3 %ほどの増に過ぎなかったという事実に端的に表われている。DC-3登場より前のアメリカ合衆国の航空旅客輸送は、旅客運賃収入だけでは必要なコストを賄えず、連邦政府の郵便輸送補助金を受けることで何とか成り立っていた。ところがDC-3はその大きな輸送力ゆえに、アメリカン航空のC.R.スミスの言を借りれば「補助金に頼らず、自らの運賃収入だけで運用コストをまかなえる最初の旅客機」になったのである。「運賃だけで収支が黒字になる輸送機」の出現は、商業航空輸送の発展におけるきわめて重要なエポックであった。
加えて、DC-3は1930年代中期の機体としては快速の時速200マイル級で巡航でき、飛行特性も非常に安定しており、エンジン脱着が短時間で可能であるなど整備もたやすく、ユーザーにとっては実に扱いやすい機体であった。これらはDC-2から受け継いだ美点であり、さらに収容力を大幅に向上させていたことは、まさに当時における理想の旅客機の具現化というべきものであった。そのデビュー後わずかの間に、トランス・ワールド航空、イースタン航空といった全米に航空網を持つ大手航空会社でこぞって採用され、当時のアメリカ民間輸送機市場を席巻、またヨーロッパでも英国海外航空やスイス航空などに導入される実績を収めた。その結果、純商業機だけでも600機以上が製造され、当時商業的にもっとも成功した旅客機となった。

### 第二次世界大戦
DC-3の信頼性と絶大な輸送能力は、航空会社のみならず各国の軍関係者にも注目された。通常型の旅客設備を撤去した輸送機型とすれば、軍用輸送機としても非常に理想的な機体となるからである（輸送機タイプの貨物搭載能力は2.7トン）。なお民間型のDC-3の生産は、第二次世界大戦中の1943年に終了した。

#### C-47 スカイトレイン

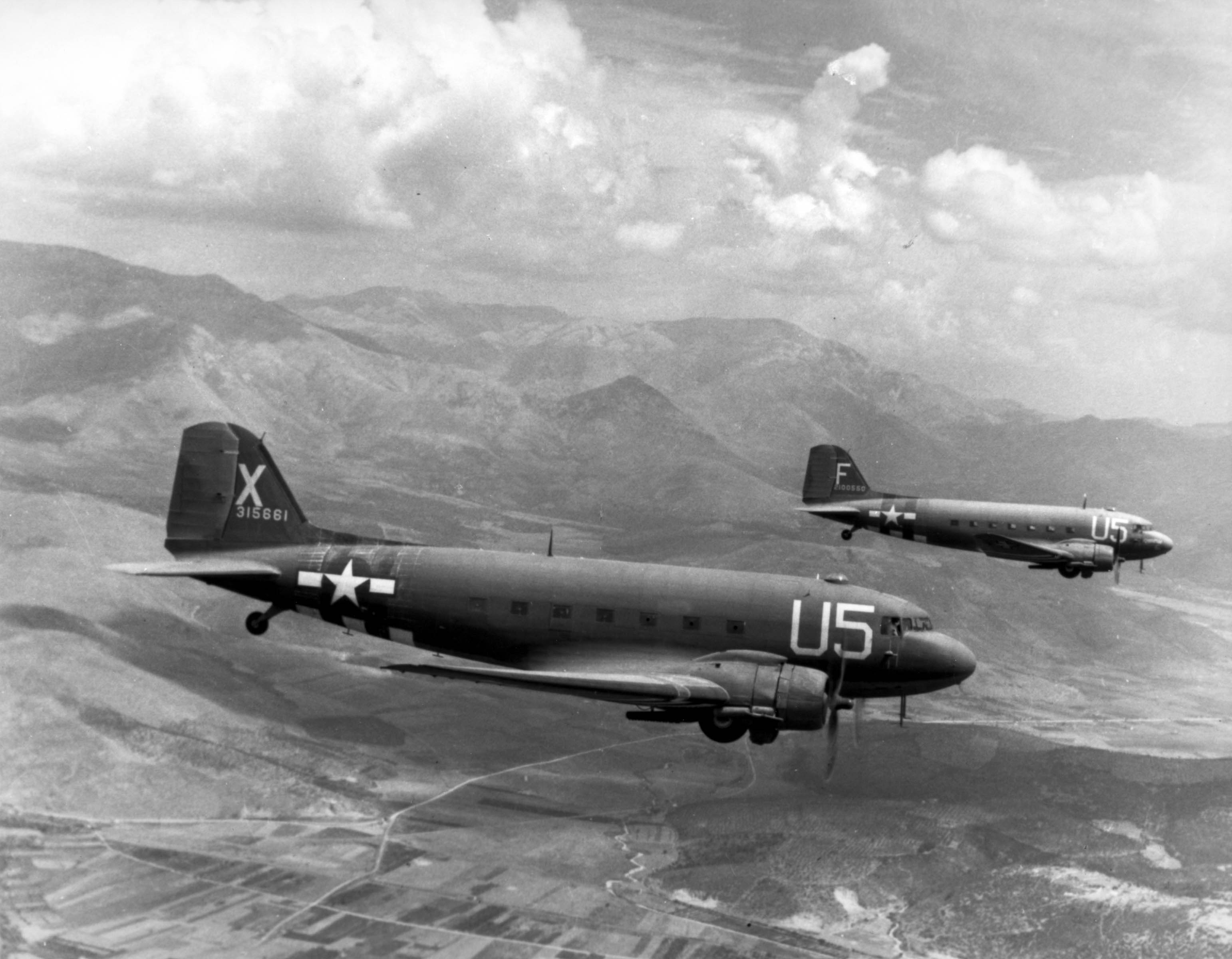
アメリカ陸軍航空隊のC-47A

アメリカ陸軍航空隊は第二次世界大戦に際し、既存のダグラスDC-3を民間航空会社から139機徴用して軍用に用いたが、1941年にはDC-3の輸送機バージョンを正式に軍用輸送機として採用し、制式名称をC-47とした。
以後戦時中を通じて全力で生産が行われ、1945年までに約1万機を生産した。これらはイギリス空軍や南アフリカ国防軍にも供与され、「ダコタ」（Dakota）の呼称を与えられた。派生型として兵員輸送に重点を置いた設計のC-53 スカイトルーパー（Skytrooper）も生産された。その用途は幅広く、兵器・食料や兵員の輸送に用いられたほか、欧州戦線では空挺部隊のグライダー牽引機にも用いられたほどである。連合軍の主力輸送機として世界中の戦場を飛行し、戦闘による損失も多数生じた。
連合軍欧州総司令官であり、のちにアメリカ合衆国大統領となったドワイト・D・アイゼンハワーは、第二次世界大戦の連合軍勝利に著しく寄与したのは「ダコタ（C-47）とジープとバズーカ砲である」とコメントしている。1948年のベルリン封鎖における大空輸作戦にも、DC-3およびC-47がその初期から投入されている。

#### 日本のDC-3生産

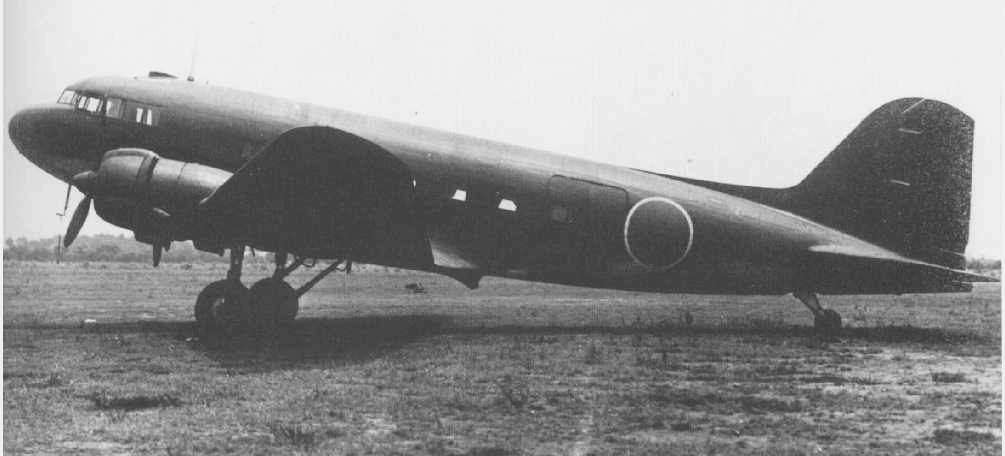
零式輸送機

日本では中島飛行機が1935年（昭和10年）からDC-2をライセンス生産し、日本航空輸送（大日本航空）などで用いられ優秀機として高い評価を得ていた。ゆえに後継型DC-3への注目も早かった。日本海軍は三井物産にダグラス社からDC-3の製造ライセンスを取得させ、実際の生産は1937年（昭和12年）に設立された昭和飛行機工業に委ねることとした。
昭和飛行機では、当初少数の機体をノックダウン方式で生産、その後完全に国産化した。完全国産化にあたっては、アメリカ本国のDC-3がアメリカ流にヤード・ポンド法のインチ単位の設計図で作られていたため、既に工業界がメートル法に移行していた日本では設計図のメートル法換算を行う必要があった。このため、アメリカ本国製のオリジナルDC-3と、昭和飛行機で国産化されたDC-3とでは、厳密には随所で部品の寸法が異なっている。
エンジンは三菱の「金星」に変更され、日本海軍から零式輸送機（L2D2）として、大東亜戦争における日米開戦からわずか1年前の1940年（昭和15年）に制式採用された。零式輸送機は、一〇〇式輸送機（MC輸送機）と比べ最高速度・巡航速度で大きく劣るものの、一方では搭載量では勝るなど性能は比較的優秀であった。
また零式輸送機は、エンジン換装によりカタログデータ上ではC-47を一部上回っていた（この零式輸送機について「DC-3のデッドコピー」という説も流布しているが、実際には上記の通り正式なライセンス生産に出自を発している）。太平洋戦争中期からは中島飛行機も一時生産を行った。昭和飛行機と中島飛行機によって、1945年（昭和20年）までに合計486機が製造された。

#### ソ連のDC-3生産

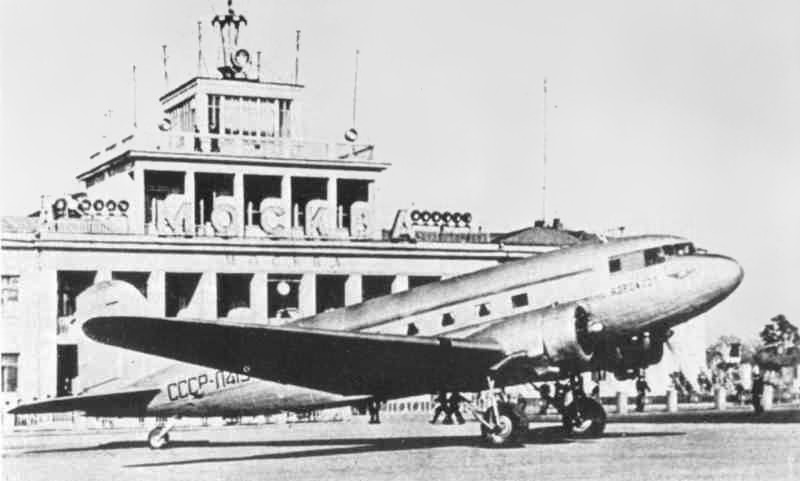
PS-84

ソビエト連邦（ソ連）は第二次世界大戦中、連合国としての同盟国のアメリカからレンドリース法によって700機のC-47を供与され、軍用輸送機としての大きな成果を上げた。その実績によってDC-3の製造ライセンスが取得されることになる。
ダグラス社に派遣された経験もあった技術者ボリース・リスノーフは、DC-3をもとに、ソ連の寒冷地・不整地向けに小改良を加え、ソ連製エンジンを搭載した輸送機「PS-84」を開発する。この機体はアエロフロート航空で運航された後、1942年以降にLi-2の名称で軍用輸送機として量産され、対ドイツ戦で用いられた。簡易な爆撃機（爆弾を1 tまで搭載）としての運用も行われた。
1945年までに約2,000機が製造され、戦後はソ連やポーランド、中華人民共和国などの東側諸国で旅客機や貨物機として活用された。なお、ソ連も日本同様にメートル法を採用していたためDC-3の国産化に際して設計図のメートル換算を強いられており、PS-84/Li-2シリーズの部品寸法はアメリカ製DC-3と差異がある（換算を一律切り上げにしたため、原型となったDC-3よりも自重が大きくなったという）。

### 戦後のDC-3

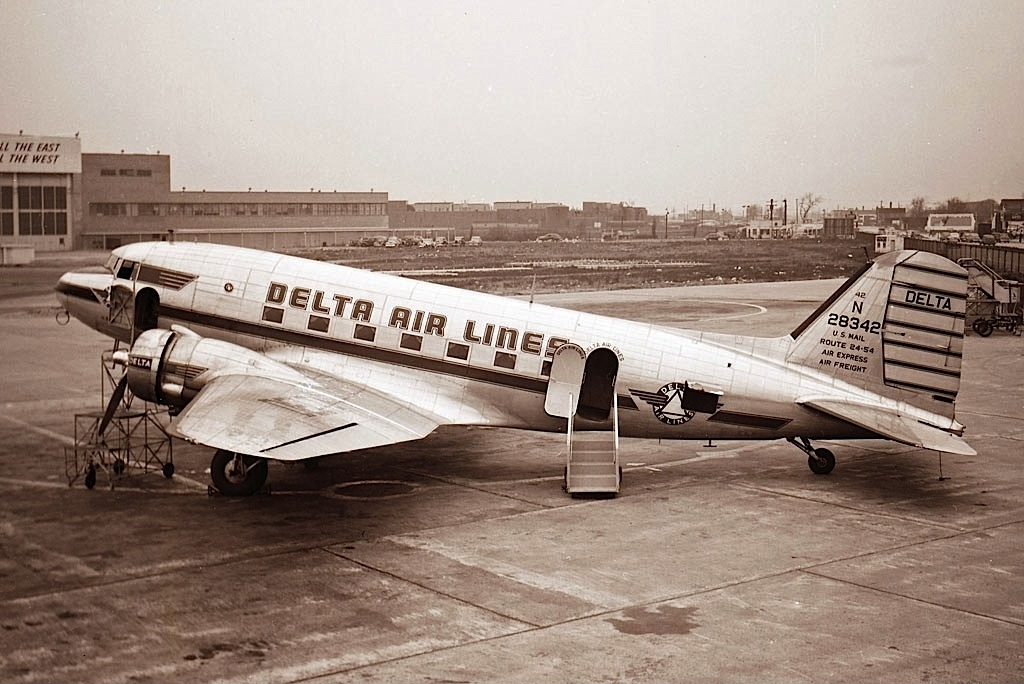
デルタ航空のDC-3（1949年）

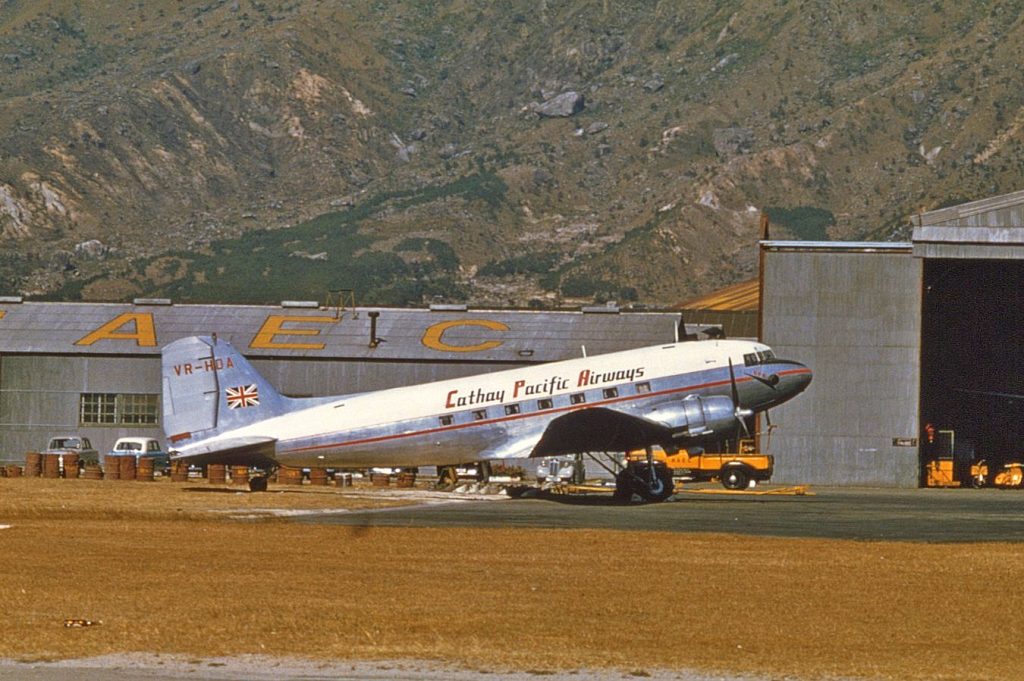
キャセイパシフィック航空のDC-3（1959年）

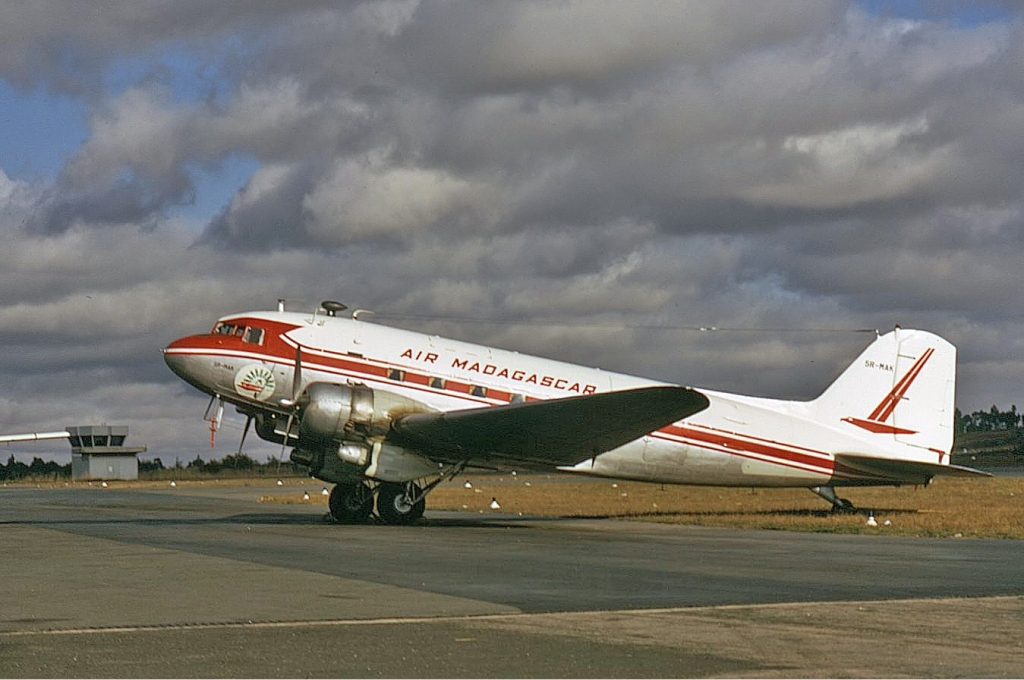
マダガスカル航空のDC-3（1972年）

第二次世界大戦で生き残ったC-47の多くは、終戦後民間向けに放出された。それらは旅客機や貨物機などの民間輸送機としての設備や装備を加える改造を施され、新たにDC-3Cへと生まれ変わった。
なお、第二次世界大戦後の1949年にエンジン出力を上げた「スーパーDC-3」が製造されたが、払い下げのDC-3Cが多数出回っていたことや、戦後の航空需要の急速な伸びと太平洋及び大西洋横断飛行を含む長距離国際線の増加を受けて、新規需要の中心は大型4発機である後継機のDC-4や、それに与圧キャビンを与えたDC-6に移ったため、わずか4機が製造されたのみで生産を終了した。
戦後すぐさま、ほぼ新造機を含めた数千機が放出された元C-47のDC-3Cは、アメリカの大手航空会社からローカル航空会社まで、そして世界各国のフラッグキャリアから新興航空会社までに安く買い取られ、世界中にあまねく行き渡った。戦災からの復興の過程で急速に伸びた世界の航空輸送ビジネスは、この並外れて信頼性が高く輸送能力と経済性に優れた機体によって、1940年代 - 1950年代に著しい発展を遂げた。
日本においては、日本航空が、設立直後の招待飛行の際にフィリピン航空からのウエットリース機を運航したが、本格運行の開始後はDC-4やDC-6などの大型機に移行していった。しかしその後、複数の航空会社がDC-3（後述のC-47払下機を含む）を導入した。まず1955年（昭和30年）11月に日ペリ航空に導入し、これを皮切りに極東航空、北日本航空、藤田航空、伊藤忠航空、長崎航空などが次々とDC-3を購入し、ローカル線を中心とした定期路線に投入した。DC-3はさらに運輸省航空局にも導入された。

### 第一線からの退役
1950年代に入るとアメリカでは旅客機の大型化と、コンベア240などの新型機の導入が進んだため、DC-3は大手航空会社の幹線からは完全に姿を消し、ローカル線や貨物便を中心に運行されるようになり、旅客便の一線から退いた。
日本でも、コンベア440やビッカース バイカウントなどの戦後に就航した新鋭機に押し出される形で1964年（昭和39年）3月15日に、国内航空会社としては最後まで旅客便に利用していた全日本空輸もDC-3を退役させ、翌年には墜落事故を起こしたこともあり貨物便からも退役させたことでその姿を消した。
しかし、アジアやアフリカ、南アメリカなどの発展途上国や第二次世界大戦後に独立した新興国においては、1980年代に至ってもローカル線や不定期輸送用として広く用いられていた。
コンベアやフォッカー、アブロなど、世界各国の多くの航空機メーカーが、「ポストDC-3」となる機体の開発に取り組んだが、その名に相応しい成功を収めた例はなく、DC-3の完成度がいかに高かったかを如実に示す結果となった。

### 現在

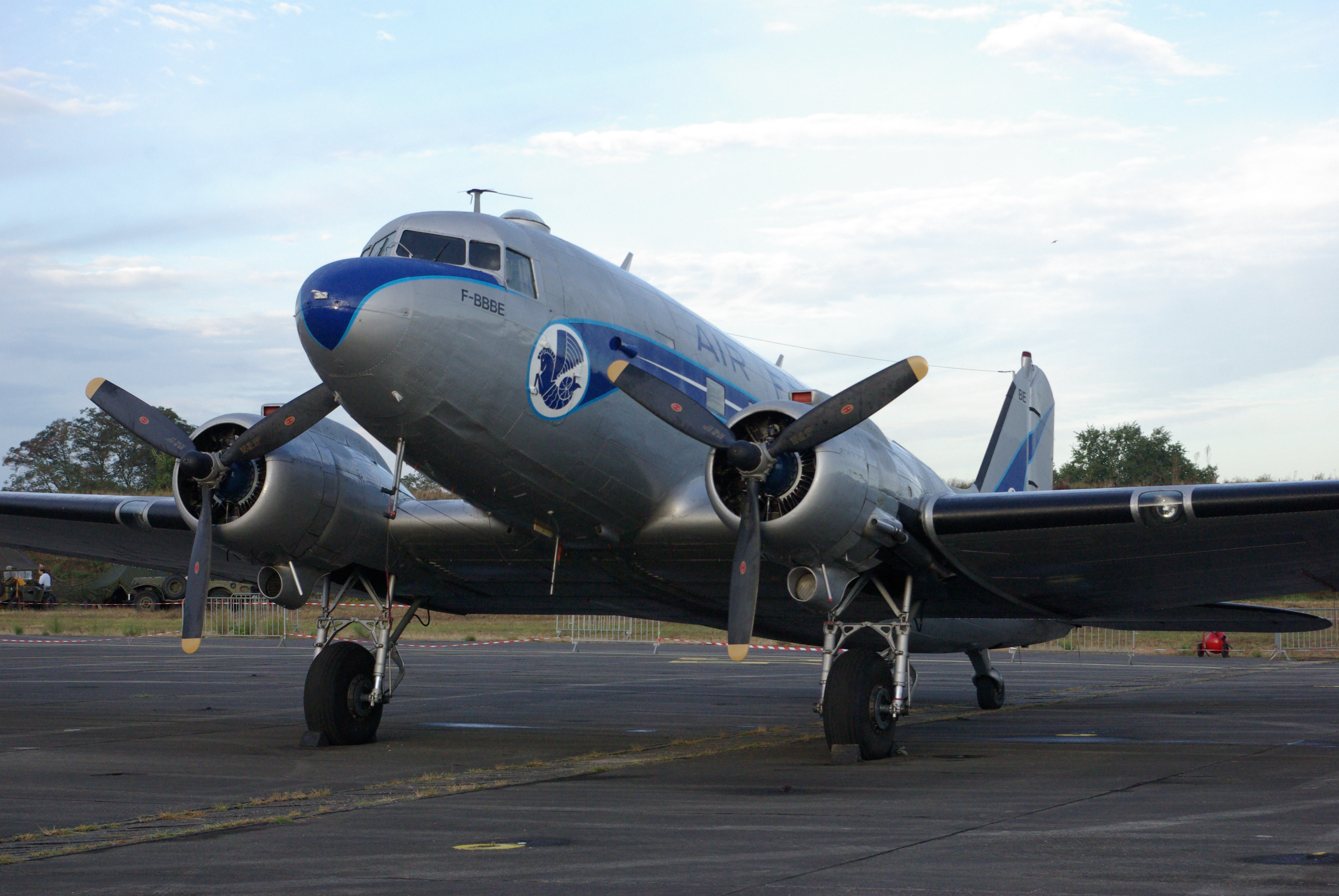
エールフランスの塗装に復元されたDC-3（2012年）

最初のDC-3が出現してから75年以上を経た21世紀初頭でも、全体の現役機数は百機単位で存在していると言われ、カナダのバッファロー航空等旅客輸送にDC-3を用いている航空会社も少数ながら存在している。スカイダイビング用の飛行機として使われているケースも多い。
また歴史保存を目的に、航空会社をはじめとしたさまざまな組織により当時の塗装が施された機体が動態、もしくは静態保存されており、動態保存された機体は航空ショーなどにおいて飛行している。また、一部の途上国では軍用としても現役であり、南アフリカ海軍では現在も対潜哨戒機に同機を用いている。
これだけ長く使用されている原因の一つは、非与圧式のため機体の圧力変化による経年劣化が少ないことがある。なおエンジンの経年劣化対策や高性能化を目的に、ターボプロップエンジンへの換装や高性能天候レーダーの搭載、コクピットの近代化やそりの搭載など、機体に独自の改造を施されることもある。

## 派生型

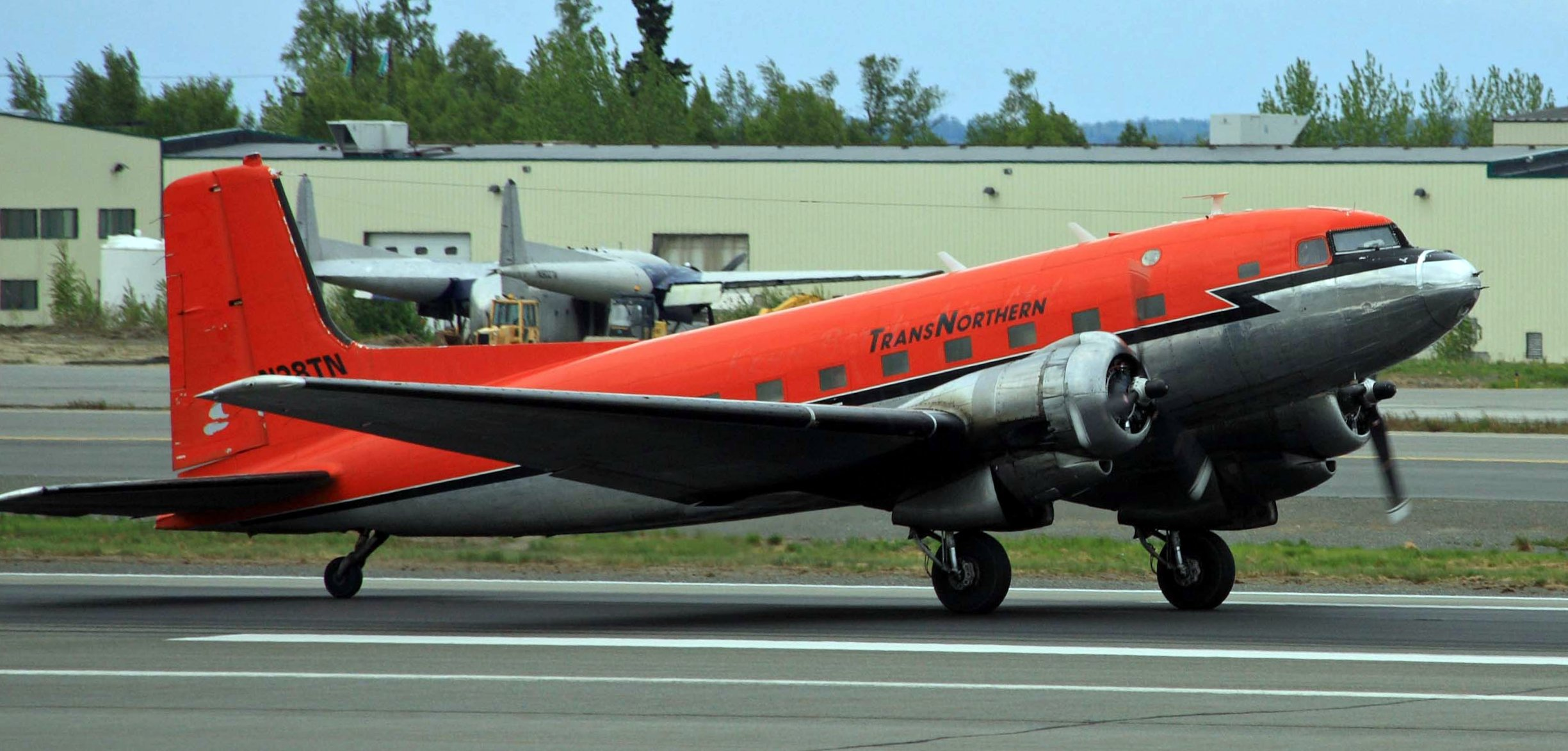
DC-3S（スーパーDC-3）

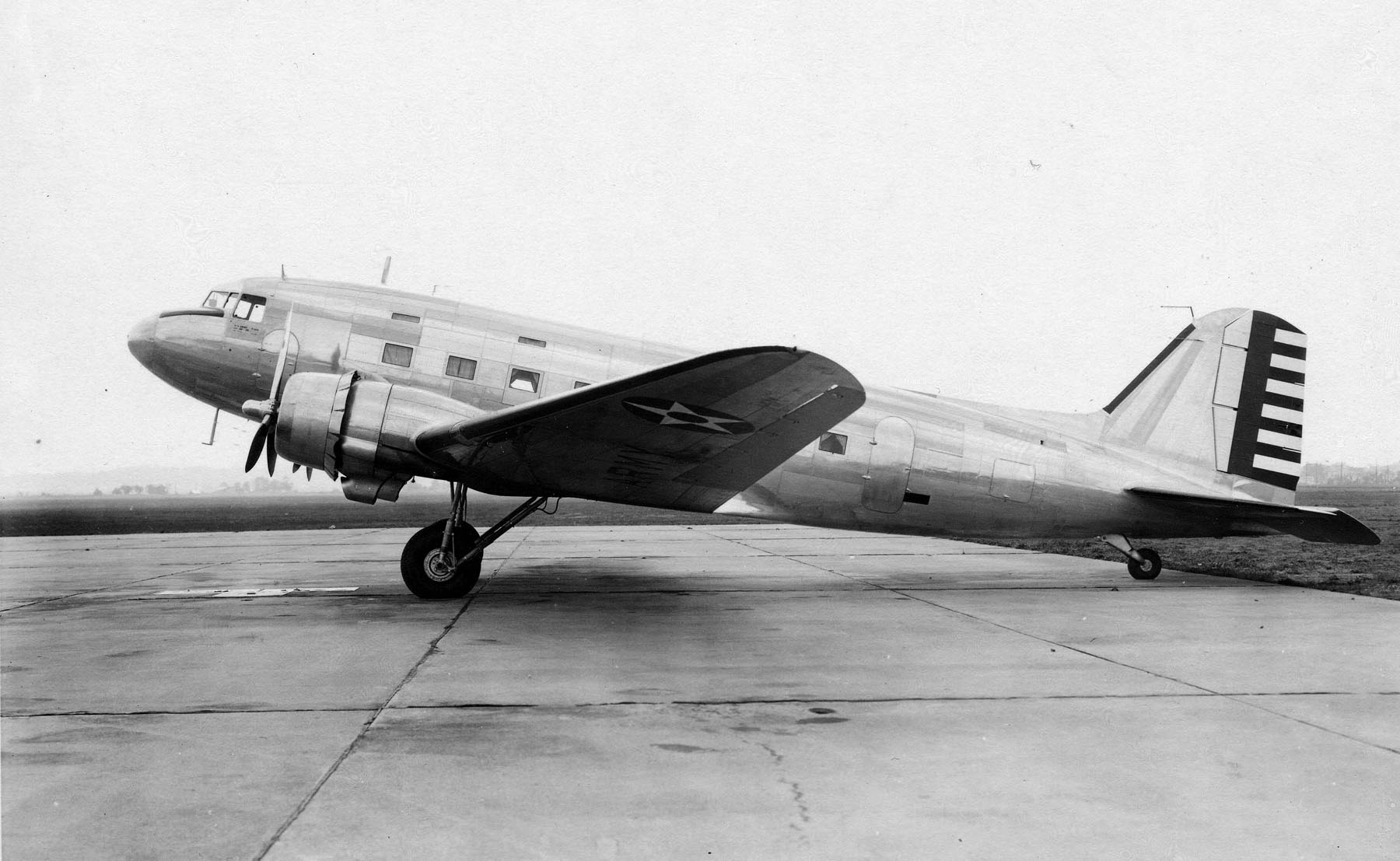
C-41A

DST
最初に量産された、寝台旅客輸送機型。ライト・サイクロン9エンジン搭載。
DST-A
DSTのエンジンをP&W ツイン・ワスプに変更。
DC-3
昼間旅客輸送用の基本型。ライト・サイクロンエンジン搭載。
DC-3A
DC-3のエンジンをツイン・ワスプに変更。
DC-3B
前部客席が寝台/座席に転換でき、後部客席は座席のみとした型。胴体両側の第1窓と第3窓の所に小窓が追加されているため外見からも識別できる。
DC-3C
戦後余剰となったC-47に、民間向けの改造を施した機体。
DC-3D
C-47の余剰部品から生産された機体。
DC-3S
スーパーDC-3（Super DC-3）とも呼ばれる。胴体を延長して30座席とし、翼端の短縮、水平尾翼の形状変更などを行った他、エンジン強化に伴うナセル形状の変更により主輪は完全引き込み式となり、尾輪も半引き込み式となった。性能は大きく向上したが、登場が1949年と遅く、より近代的な機体が登場し始めていたため、総生産数は4機のみに終わる。試作1号機はYC-129の名称でアメリカ空軍に転売され、YC-47Fと改称されて審査を受けた後、アメリカ海軍へ譲渡されR4D-8の原型機となった。
C-41A
DC-3Aを基にした、初期の軍用型。VIP輸送用として1機のみ製造。
C-48、C-48A/B/C、C-49、C-49A/B/C/D/E/F/G/H/J/K、C-50、C-50A/B/C/D、C-51、C-52、C-52A/B/C/D、C-53C、C-68、C-84、R4D-2/4
アメリカの各種航空会社から軍に徴用された機体の名称。製造中だったものもあれば、完成機だったものもある。

### ターボプロップ改造型

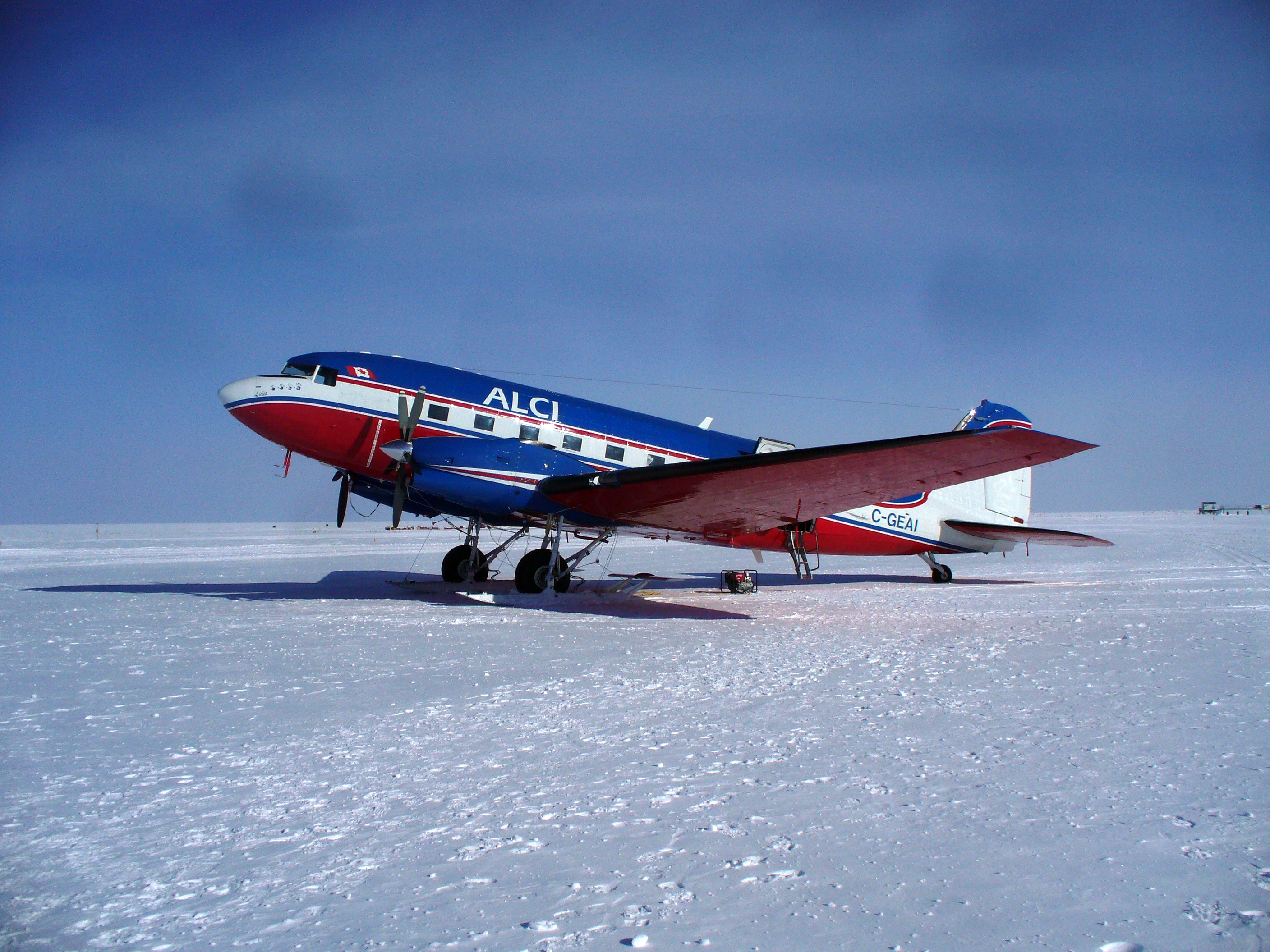
観光客を乗せ南極点付近に着陸したBT-67（2009年12月）

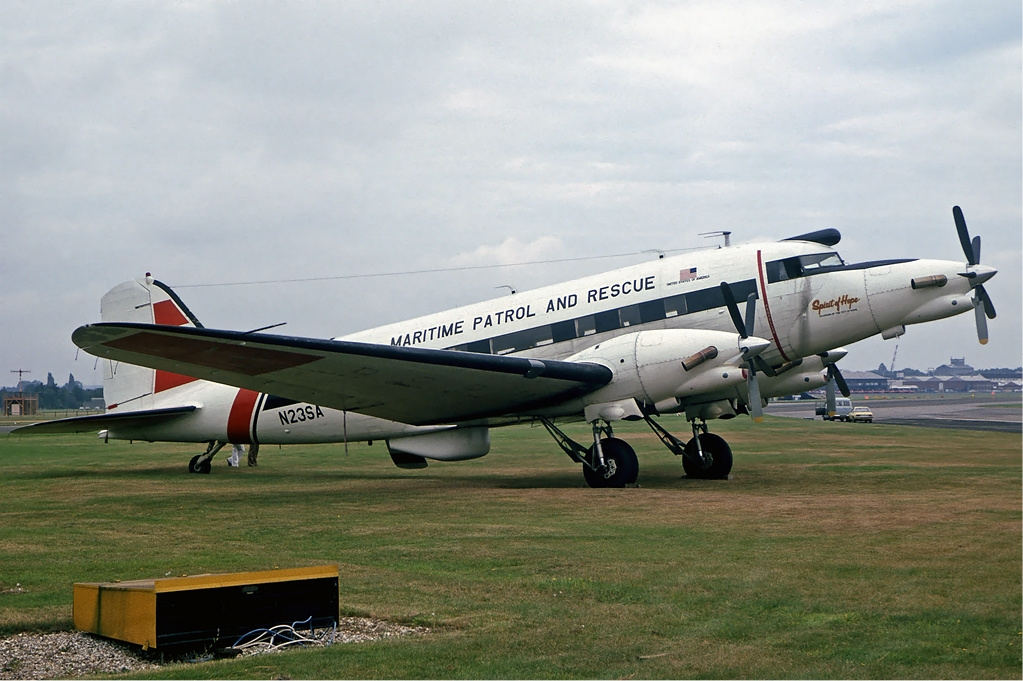
コンロイ トライ・ターボ3

戦後も長く飛び続けるDC-3/C-47には信頼性や性能の向上のため、専門メーカーによるターボプロップエンジンへの換装が数多く行われた。
特に成功したのがベイズラー・ターボ・コンヴァージョン社のBT-67で、1990年に登場した。ターボプロップエンジンはプラット・アンド・ホイットニー・カナダのPT6A-67Rを使用し、プロペラは5翅ブレードのものに変更されたほか、重心の関係でオリジナルのレシプロエンジンより前に突き出したため、コックピットがプロペラ回転面より前に来るよう前部胴体が延長された。また、航続距離も燃料タンクの増設により大幅に伸びている。ケン・ボーレック・エアやAntarctic Logistics社などが南極への物資輸送や観光客の送迎に使用している。
コンロイ・エアクラフトは中古のビッカース バイカウントから取り外したプラット・アンド・ホイットニー・カナダのPT6A-45に交換したコンロイ ターボ3と、エンジンを機首にも追加し三発機としたコンロイ トライ・ターボ3の完成品と改造キットを販売していた。

## スペック
- 全長：19.66 m
- 全幅：28.96 m
- 全高：5.1 6m
- 翼面積：91.7 m2
- 空虚重量：7,650 kg
- 積載重量：11,430 kg
- 最大離陸重量：12.7 t
- 最大速度：182 kn (346 km/h)
- 巡航速度：140 kn (266 km/h)
- 操縦乗員：2名
- 乗客数:3列席21人、4列席28 - 32人
- エンジン：P&Wツインワスプ空冷二重星形14気筒レシプロエンジン（出力1,200hp)×2
ライト・サイクロン空冷星形9気筒レシプロエンジン（出力1,200hp)×2
- 最大積載航続距離：2,420 km
- 実用上昇限度： 23,200 ft (7,100 m)

## 主な導入航空会社

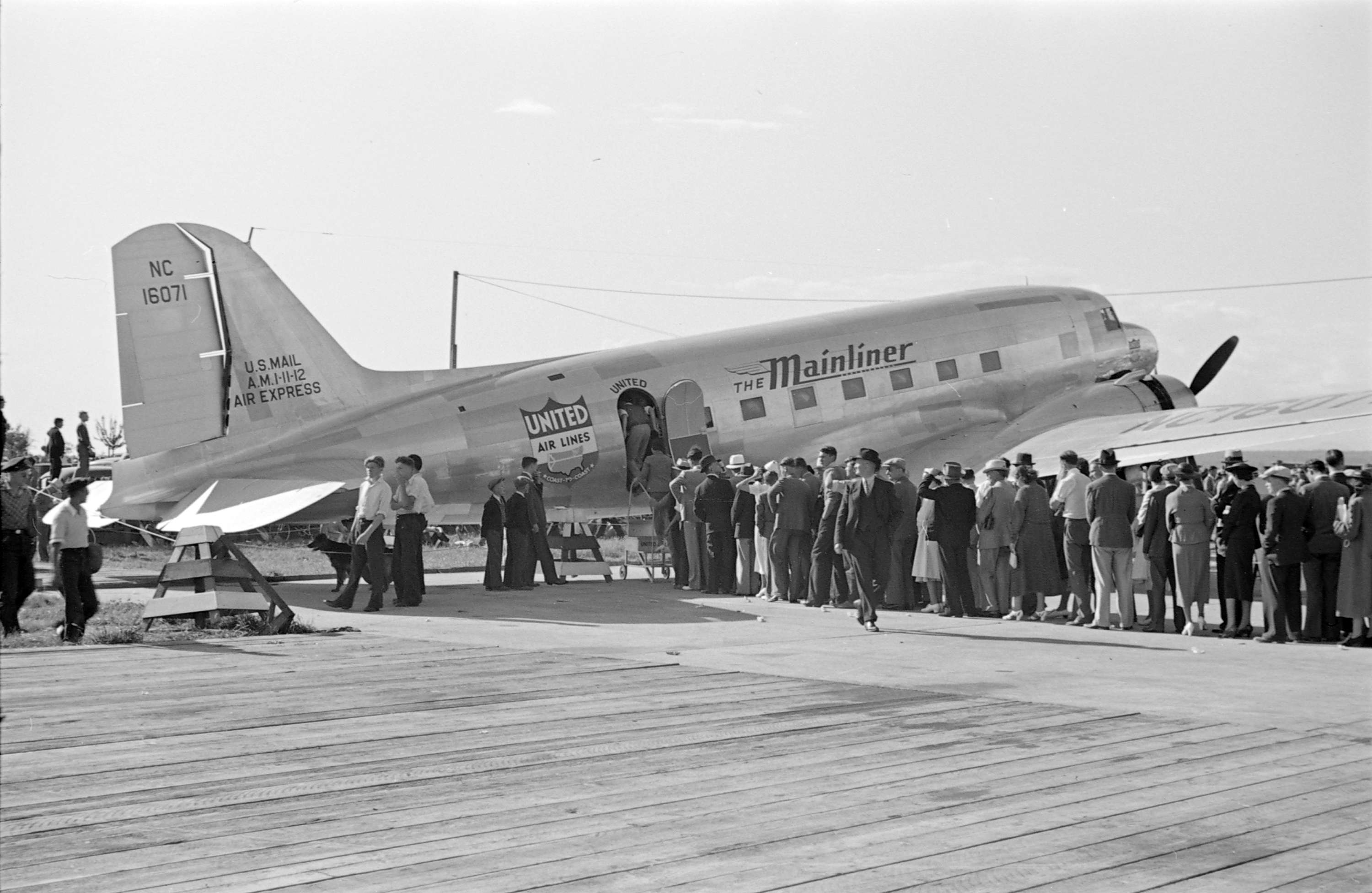
ユナイテッド航空のDC-3（1937年）

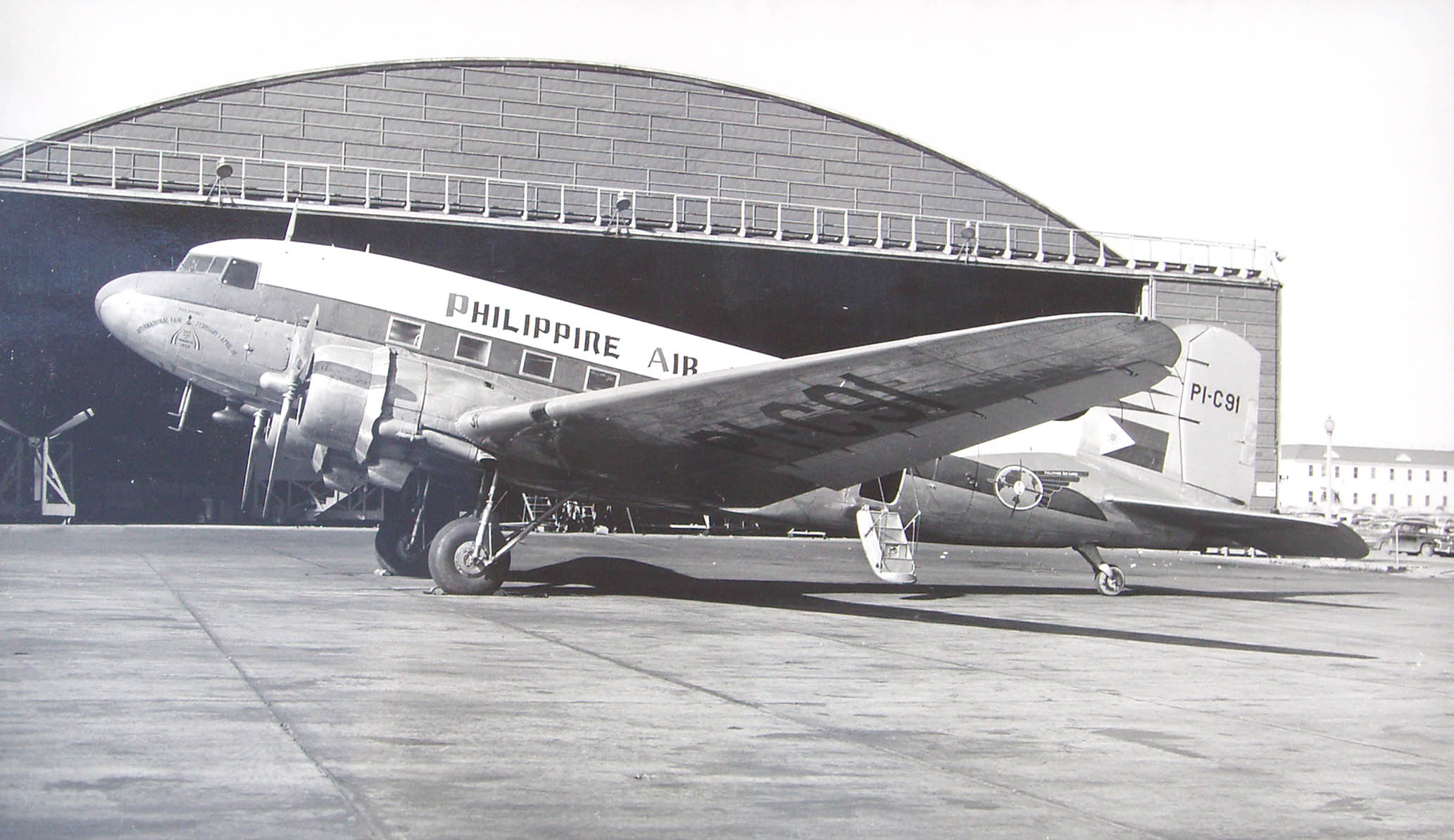
フィリピン航空のDC-3（1953年）

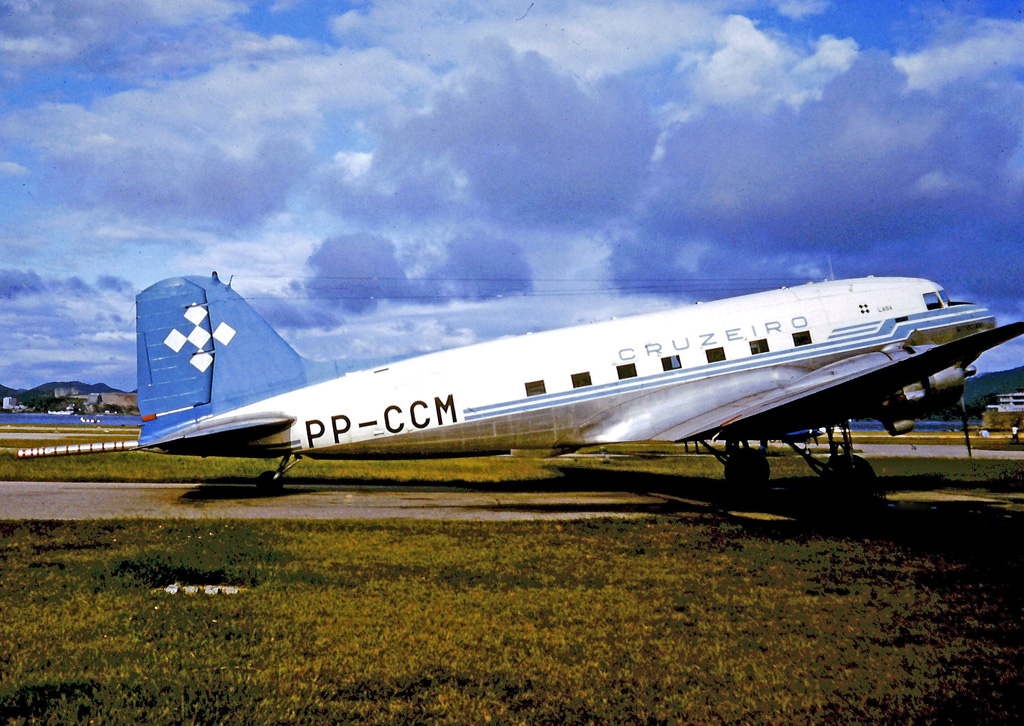
クルゼイロ航空のDC-3（1975年）

- アメリカン航空
- デルタ航空
- イースタン航空
- ピードモント航空
- トランス・ワールド航空
- ブラニフ航空
- ユナイテッド航空
- パンアメリカン航空航空
- コンチネンタル航空
- アラスカ航空
- アロハ航空
- 藤田航空
- 伊藤忠航空
- 日ペリ航空
- キャセイパシフィック航空
- フィリピン航空
- タイ国際航空
- オランダ領インド航空
- エアインディア
- サウジアラビア航空
- イベリア航空
- アリタリア航空
- スイス航空
- KLMオランダ航空
- エアリンガス
- スカンジナビア航空
- ラン航空
- ヴァリグブラジル航空
- クルゼイロ航空
- VASP航空
- アルゼンチン航空
- 南アフリカ航空
- サデルカ航空

### ブライトリング DC-3

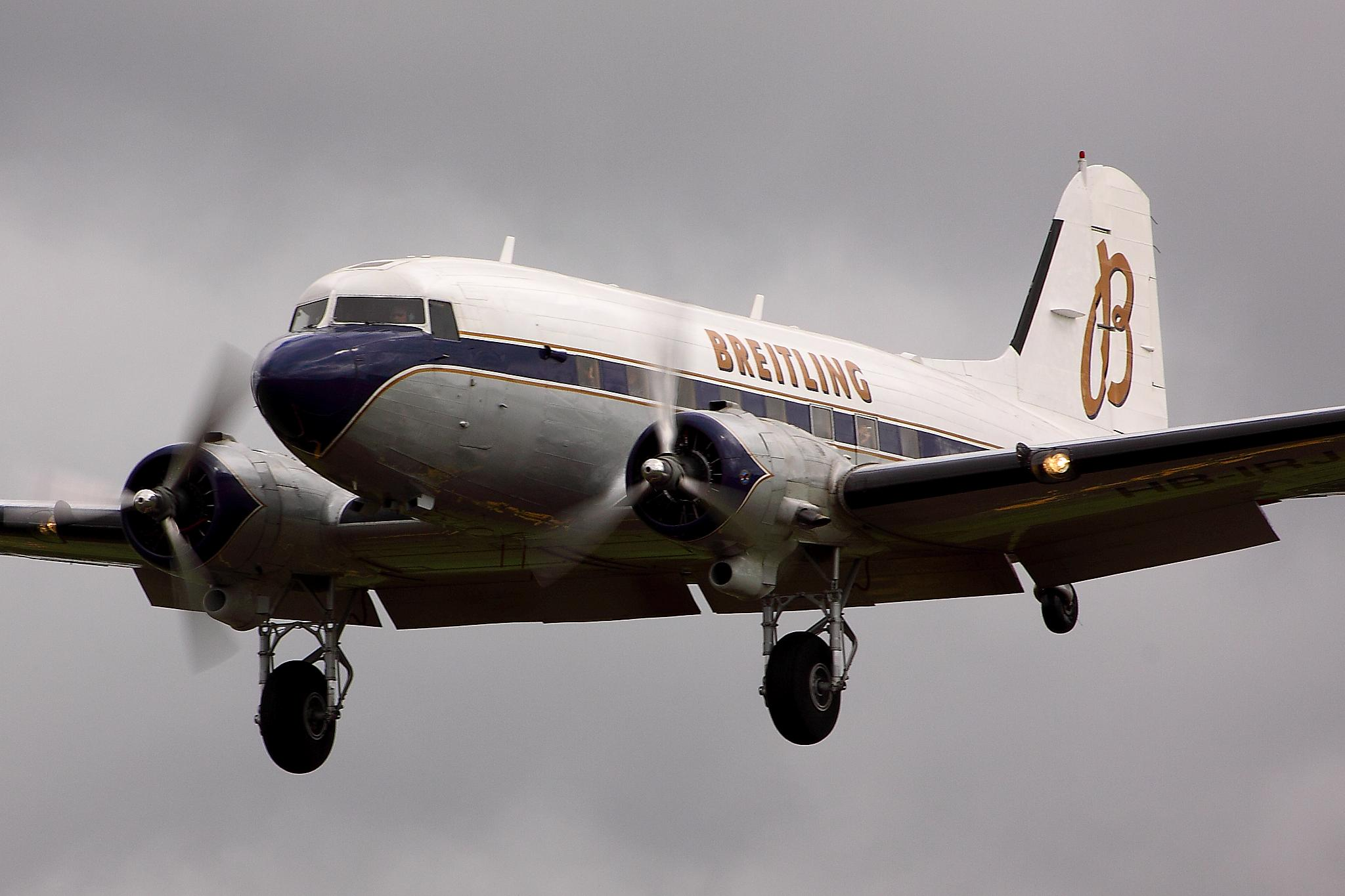
ブライトリング DC-3

腕時計メーカーのブライトリングは、1940年に製造されたDC-3A（HB-IRJ）の修復に出資し、『ブライトリング DC-3』として顧客を乗せるイベントの開催や、航空ショーへの出張フライトを行っている。操縦系統はオリジナルだが、新しいアビオニクスを導入したことで計器飛行に対応している。
2017年には修復した機体で世界各地を巡るワールドツアーを実施した。日本には熊本空港、岩国基地、神戸空港、福島空港、仙台空港、松島基地に寄航し、各空港で機内の公開が行われた。
また、同年6月4日開催のレッドブル・エアレース・ワールドシリーズ千葉大会ではデモフライトを行い、その後は帯広空港に6日まで一晩停泊していた。

## 主な事故

### 海外
- 中華航空上海号不時着事件（1941年）
- ピードモント航空349便墜落事故（1959年）
- ラン・チリ航空621便墜落事故（1961年）

### 国内
- 全日空下田沖墜落事故（1958年）
- 全日空小牧空港衝突事故（1960年）
- 全日空貨物機失踪事故（1965年）

## 現存する機体
| 型名                    | 番号                                     | 機体写真 | 所在地                            | 所有者                                 | 公開状況 | 状態             | 備考                                                                                                 |
| ----------------------- | ---------------------------------------- | -------- | --------------------------------- | -------------------------------------- | -------- | ---------------- | --- |
| DC-3A-197               | N18111 1983                              |          | アメリカ メリーランド州           | マッセイ航空博物館株式会社             | 公開     | 静態展示         | |
| DC-3-201                | N18124 2000                              |          | アメリカ ワシントンD.C.           | 国立航空宇宙博物館                     | 非公開   | 保管中           | |
| DC-3-201B               | C-GDAK 2141                              |          | カナダ オンタリオ州               | カナダ軍用機遺産博物館                 | 公開     | 飛行可能         | |
| DC-3-277B DC-3A         | NC25673 2213                             |          | アメリカ テキサス州               | ローンスター飛行博物館                 | 公開     | 飛行可能         | |
| DC-3-277C               | NC15591 N138D NC91008 2245               |          | アメリカ ワシントン州             | ミュージアム・オヴ・フライト           | 公開     | 静態展示         | 現在の登録は再度N138Dであるが、NC91008としてアラスカ航空で運用されていたときの塗装で展示されている。 |
| DC-3-357 DC-3-G202A     | NC28341 3278                             |          | アメリカ ジョージア州             | デルタ飛行博物館                       | 公開     | 静態展示         | 「シップ41」の名で、デルタ航空によって運用されていた機体。デルタ航空所有の左記施設で保存されている。 |
| DC-3-G202A              | NC1945 3294                              |          | アメリカ ミズーリ州               | 国立航空路線歴史博物館                 | 公開     | 静態展示         | |
| DC-3-277 DC-50 DC-3-396 | 41-7698 VH-ANH 4120                      |          | オーストラリア ヴィクトリア州     | オーストラリア国立航空博物館           | 公開     | 静態展示         | |
| DC-3A-453 C-53C         | N32MS 43-2022 4978                       |          | オランダ ザウトホラント州         | 解放の翼博物館                         | 公開     | 静態展示         | 42-90321号機の塗装がされている。                                                                     |
| DC-3-454 C-49J          | 43-1973 N165LG 6314                      |          | アメリカ コネティカット州         | ニューイングランド航空博物館           | 公開     | 静態展示         | |
| C-53D-DO DC-3A          | 42-68795 F-BFGX 11722                    |          | ドイツ ラインラント＝プファルツ州 | シュパイアー技術博物館                 | 公開     | 静態展示         | |
| C-53D-DO DC-3A          | 42-68823 DO-9 (FAF) LN-WND 11750         |          | ノルウェー ヴィッケン県           | ダコタ・ノーウェイ                     | 公開     | 飛行可能         | |
| C-53D-DO DC-3A          | 42-68830 NC45366 11757                   |          | アメリカ カリフォルニア州         | 記念空軍イングランド・エンパイア飛行隊 | 公開     | 飛行可能         | |
| C-47B-30-DK DC-3C-S1C3G | 44-76787 476787 (ALA) F-BAIF 16371/33119 |          | オランダ ザウトホラント州         | 解放の翼博物館                         | 公開     | 静態展示         | 42-100847号機の塗装がされている。輸送中に破損し、廃棄されたとの情報がある。                          |
| 不明                    | R-1830                                   |          | 日本                              | 個人蔵                                 |          | エンジンのみ現存 | 1950年代～60年代に日本で活躍し、その後放置されたが約2年かけて修復されその後動態保存となる[28］       |
| DC-3-232A               | VH-ABR                                   |          | オーストラリア ビクトリア州       | 個人蔵                                 | 公開     | 飛行可能         | メルボルン国際空港にアンセット航空の塗装で保管されている。                                           |

## 登場作品
第二次世界大戦で活躍し、戦後は世界中のローカル航空路に翼を広げた機体だけに、1940年代以降の映画や小説にもしばしば登場する。

### 映画

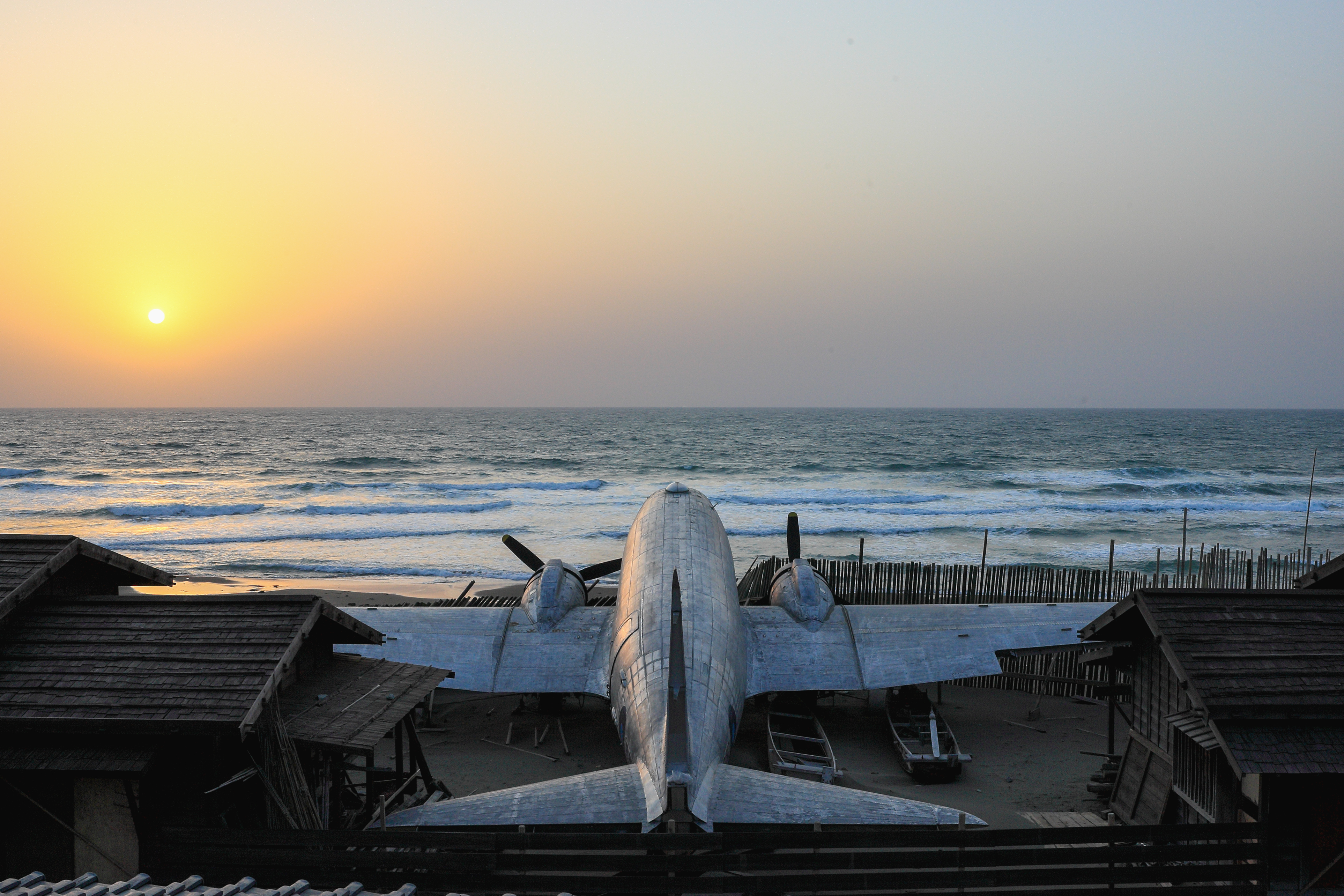
『飛べ!ダコタ』の屋外セットにおけるDC-3

『ミッションインポッシブル・ファイナルレコニング』
『007 慰めの報酬』
『インディ・ジョーンズ/クリスタル・スカルの王国』
『彼女が水着にきがえたら』
『ザ・ナイト・マイ・ナンバー・ケイム・アップ』
ハーディ中将を乗せたイギリス空軍機が日本沿岸に墜落する。
1946年1月14日にビクター・ゴダードイギリス空軍中将やデイリー・テレグラフ副会長のシーモア・ベリーを乗せた輸送機が上海から東京の調布飛行場に向かう途中、佐渡島の高千村（現：佐渡市）の海岸に不時着し、地元住民の協力を得て40日後に離陸した事件を基にしている。
『太平洋の翼』
零式輸送機が登場。滝大尉らがフィリピンから内地に帰還するのに登場するが、敵機の襲撃で燃料漏れを起こし、座席や戦死者の遺体を投げ捨てながらの飛行を余儀なくされる。
撮影には実物大の操縦席と客室のセットが使われ、飛行シーンはミニチュアで撮影された。
『飛べ!ダコタ』
上海総領事とその秘書を乗せて東京に向かう途中、エンジントラブルで佐渡島の高千村の海岸に不時着する着する。
『ザ・ナイト・マイ・ナンバー・ケイム・アップ』と同じ事件をもとに製作されており、タイ王国空軍が廃棄した機体をロケ地の佐渡島へ運んで撮影した。機体は撮影終了後にオークションにかけられ、落札した会社により浜名湖の湖畔に屋外展示されている。
『ワイルド・ギース』

### テレビドラマ
『アルフ』
第26話に登場。タナー家とオクモニック家が週末旅行に出かけるのに利用する。
『エアガール』
日本民間航空の機体として登場。フィリピン国際航空からのチャーター機で、操縦は外国人パイロットという条件の元、日本で戦後初の民間旅客機となる。
実物大の操縦室や客室のセットが作られたほか、外観の一部も実物大セットが組まれた。ただし、離陸・飛行シーンはCGで製作された。

### マンガ
『妖機 黒衣の未亡人』
「戦場まんがシリーズ」の一編。零式輸送機が登場。囮機として夜間にP-61を引きずり出し、補助ロケットを点火して穴だらけになりながらも、朝まで逃げて任務を果たす。

### 小説
『遙かなる星』
架空日本企業「北崎重工」の社有機として登場。第三次世界大戦（1962年）の前年、中古の機体にレーダーなどの各種観測機材を搭載し、自社製の二段式空中発射型宇宙ロケットRA01の打ち上げ試験で試験観測を行う。
『ちがった空』
ギャビン・ライアルの古典的な航空冒険小説。この作品においては主人公の愛機である「ダコタ」が、深い愛情をもって描かれている。
『鷲は舞い降りた』

### ゲーム
『グランド・セフト・オート・サンアンドレアス』
「Nevada」の名称で登場する。
『コール オブ デューティ2 ビッグ レッド ワン』
『ニード・フォー・スピード モスト・ウォンテッド (2012)』
マップの一部にスクラップ同然の状態で放棄されている。
『バトルフィールド ハードライン』
ミリシアの拠点にスクラップ同然の状態でAC-130やAn-22とともに放棄されている。
『秘宝伝〜太陽を求める者達〜』
主人公達の愛機として登場。ただし、DC-2の可能性もある。